# Soubise
Soubise is een gemeente in het Franse departement Charente-Maritime (regio Nouvelle-Aquitaine). De plaats maakt deel uit van het arrondissement Rochefort. Soubise telde op 1 januari 2022 3.935 inwoners.

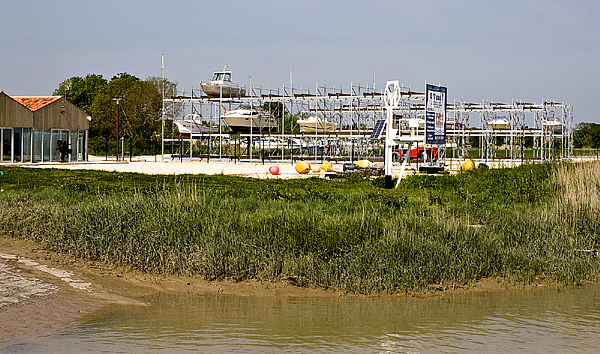
Soubise
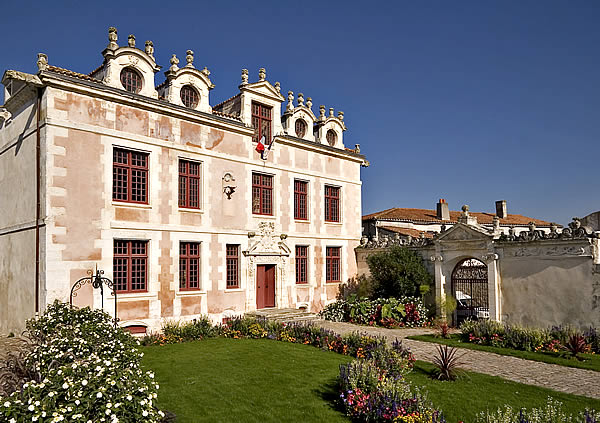
Gemeentehuis
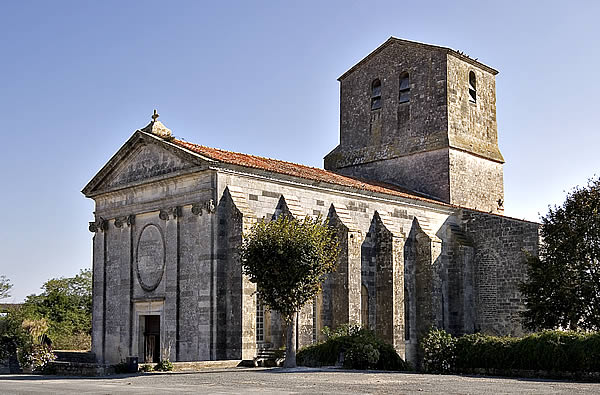
Kerk van Soubise

## Geografie
De oppervlakte van Soubise bedroeg op 1 januari 2022 10,93 vierkante kilometer; de bevolkingsdichtheid was toen 360 inwoners per km². De plaats ligt op de linkeroever van de Charente tegenover Rochefort.
De onderstaande kaart toont de ligging van Soubise met de belangrijkste infrastructuur en aangrenzende gemeenten.

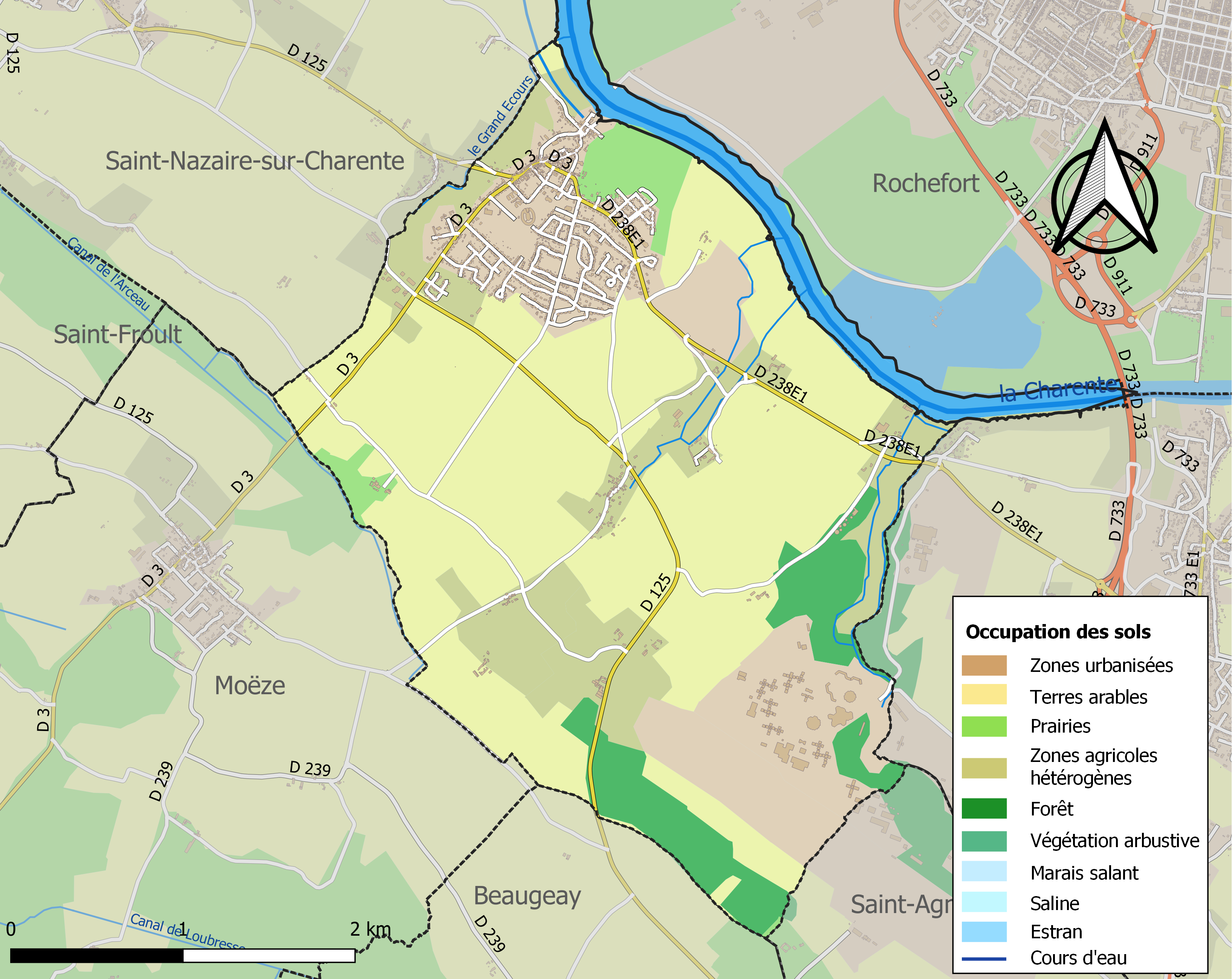

## Demografie
Onderstaande figuur toont het verloop van het inwonertal (bron: INSEE-tellingen).